# شهرستان لگوفسکی
شهرستان لگوفسکی (به لاتین: Lgovsky District) یک شهرستان در روسیه است که در استان کورسک واقع شده‌است.